# Coelhoso
Coelhoso é uma povoação portuguesa sede da Freguesia de Coelhoso do Município de Bragança, freguesia com 19,78 km² de área e 279 habitantes (censo de 2021), tendo, por isso, uma densidade populacional de 14,1 hab./km².
Até 1855 fez parte do concelho de Izeda, passando desde aí para o concelho (atual município) de Bragança. O orago da freguesia é São Tiago e tem Quinta de Montesinho como localidade anexa.

## Demografia
Nota: Nos anos de 1911 a 1930 tinha anexada a freguesia de Paradinha. Pelo decreto lei nº 27.424, de 31/12/1936, foram desanexadas, passando a constituir freguesias autónomas.
A população registada nos censos foi:
| Distribuição da População por Grupos Etários | Distribuição da População por Grupos Etários | Distribuição da População por Grupos Etários | Distribuição da População por Grupos Etários | Distribuição da População por Grupos Etários |
| -------------------------------------------- | -------------------------------------------- | -------------------------------------------- | -------------------------------------------- | -------------------------------------------- |
| Ano                                          | 0-14 Anos                                    | 15-24 Anos                                   | 25-64 Anos                                   | > 65 Anos                                    |
| 2001                                         | 31                                           | 27                                           | 157                                          | 84                                           |
| 2011                                         | 17                                           | 14                                           | 125                                          | 163                                          |
| 2021                                         | 9                                            | 14                                           | 79                                           | 177                                          |